# Saint Louis (Seychelles)

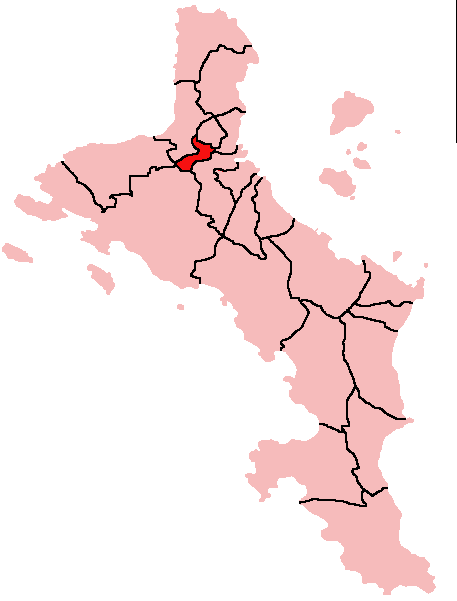
Situació de la ciutat a l'illa de Mahe.

Saint Louis és el més petit dels 25 districtes administratius que conformen les illes Seychelles, amb una superfície que amb prou feines passa d'1 km². La població d'aquest districte ronda els 3.320 habitants. Es troba a l'illa de Mahé.